# Orjiv, Narodîci
Orjiv (în ucraineană Оржів) este un sat în comuna Norînți din raionul Narodîci, regiunea Jîtomîr, Ucraina.

## Demografie
Componența lingvistică a localității Orjiv
     Ucraineană (83,33%)
     Rusă (10%)
     Română (6,67%)
Conform recensământului din 2001, majoritatea populației localității Orjiv era vorbitoare de ucraineană (83,33%), existând în minoritate și vorbitori de rusă (10%) și română (6,67%).